# فی ونگ
فی ونگ (انگلیسی: Faye Wong، چینی: 王菲؛ زاده ۸ اوت ۱۹۶۹) یک خواننده، و هنرپیشه اهل جمهوری خلق چین است.
از فیلم‌ها یا برنامه‌های تلویزیونی که وی در آن نقش داشته‌است می‌توان به ۲۰۴۶، چانگ‌کینگ اکسپرس اشاره کرد.